# Sport Vereniging Leo Victor
L'Sport Vereniging Leo Victor és un club de futbol surinamès de la ciutat de Paramaribo.

## Palmarès
- Lliga surinamesa de futbol: 4 
  - 1963, 1978, 1982, 1992
- Copa surinamesa de futbol: 1 
  - 2003
- Copa President de Surinam de futbol: 1 
  - 2003